# Grand Trianon
O Grand Trianon ou Trianon de marbre é um palácio que Luís XIV fez construir nas proximidades de Versailles, na França. O exterior do edifíco é construído em mármore de onde deriva o nome pelo qual também é conhecido, Trianon de marbre.
Actualmente está classificado como Património da Humanidade pela UNESCO, desde 1979.

## História

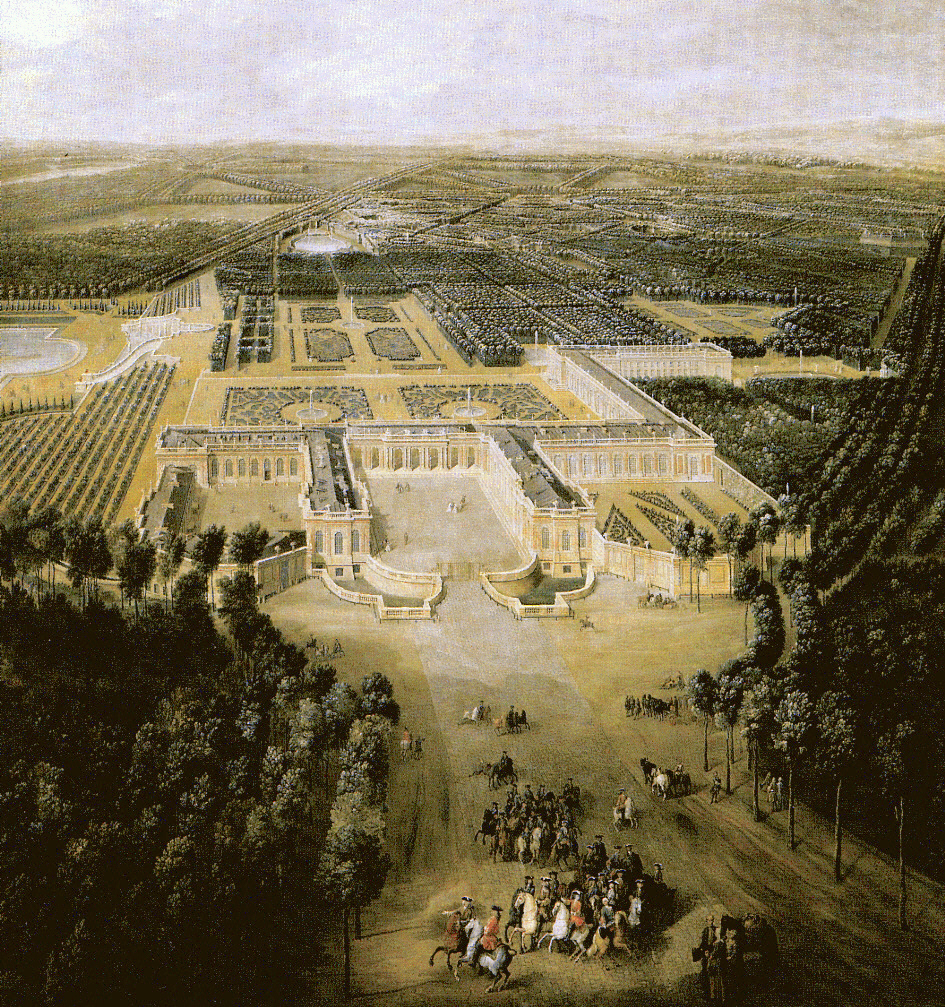
O Grand Trianon e parte dos Jardins de Versalhes em pintura a óleo de 1724.

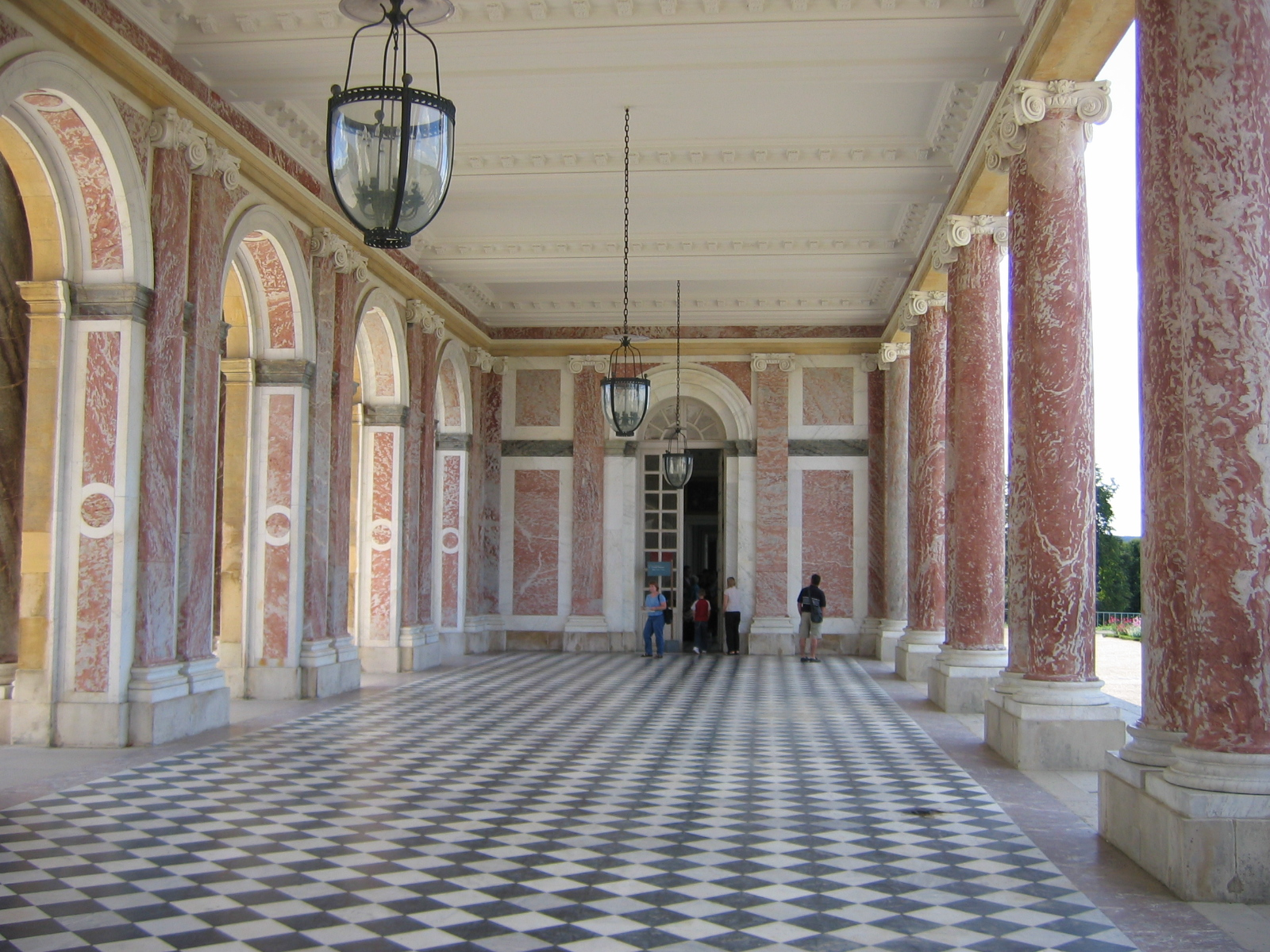
Peristilo do Grand Trianon.

Antes da construção do Grand Trianon, existiu no mesmo local um outro edifício conhecido por "Trianon de Porcelaine" (Trianon de Porcelana).
Em 1670, Luís XIV decidiu arrasar a aldeia de Trianon, a noroeste do parque do Palácio de Versalhes, para aí construir um edifício que lhe permitisse refugiar-se da corte. Foi Louis Le Vau quem ficou encarregado dessa construção: ele optou por revestir as paredes com faiança de Delft, azul e branca. O jardim oferecia bonitos parterres de flores. Desde o início, Luís XIV consagrou este domínio aos seus amores com a Madame de Montespan. Mas, a decoração do "Trianon de Porcelaine" era muito frágil e por isso não resistiu às intempéries, acabando por ser destruído em 1687, o ano em que Madame de Montespan começou a cair em desgraça. No mesmo ano, um novo projecto viu a luz do dia. Luís XIV confiou a Jules Hardouin-Mansart, o novo Primeiro Arquitecto do Rei, a construção de um novo Trianon num estilo mais italianizante. As obras duraram de junho de 1687 a janeiro de 1688. Assim, o Grand Trianon, ou Trianon de Marbre, foi inaugurado no verão de 1688, por Luís XIV e a Madame de Maintenon. Os lambris dos salões acolheram numerosos príncipes da Casa Real, como por exemplo: o Grande Delfim, o Duque de Berry, o Duque de Chartres, a Duquesa de Bourbon e a Madame de Palatine. 
Durante o reinado de Luís XV, a sua rainha, Maria Leszczyńska residiu no Grand Trianon em 1740. Mas, Luís XV desinteressou-se totalmente do lugar. Maria Antonieta, que preferia de longe o Petit Trianon a este palácio, deu, apesar de tudo algumas representações na Galerie des Cotelles (Galeria das Cautelas). 
Com a Revolução Francesa, o palácio é fortemente abalado. Foi necessário esperar pelo Primeiro Império e por Napoleão Bonaparte para que o palácio recuperasse importância. Em 1805, ele ordena o restauro de ambos os palácios. De 1809 a 1810, o palácio foi remobiliado. O então Imperador Bonaparte fez numerosos serões no Grand Trianon entre 1809 e 1813. Foi ali que celebrou o seu casamento com a Imperatriz Marie-Louise. 
Durante o reinado de Luís XVIII, nenhumas mudanças foram feitas ao palácio, somente os símbolos imperiais são retirados. Carlos X parou aqui algumas horas no seu caminho para o exílio. De 1830 a 1848, Marie-Louise mandou redecorar o palácio aos gostos do momento para aí residir. O Grand Trianon serve actualmente de cenário para recepções oficiais da República e a ala do Trianon-sous-Bois de alojamento de funções para os convidados presidenciais.

## Plano e arquitectura

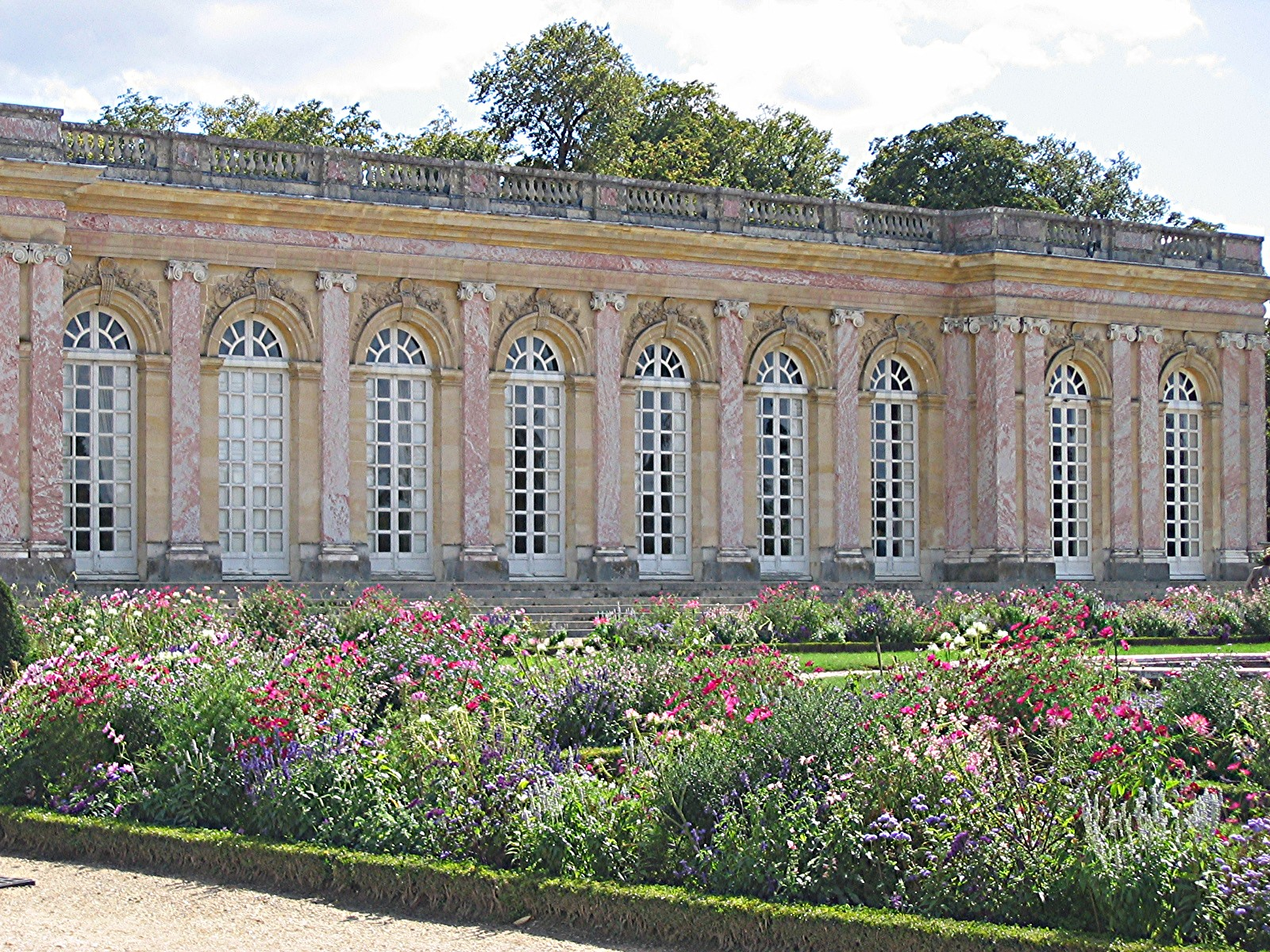
Grand Trianon, visto dos jardins

O Grand Trianon foi feito ao estilo clássico francês misturado com italianismos. O conjunto dos edifícios, com domínio do rosa, é infinitamente gracioso. Entra-se no pátio por um portão baixo: à direita encontra-se o edifício Norte; à esquerda fica o edifício do Sul coberto por um telhado plano, com balaustrada. O material que reveste as paredes é uma pedra branca; as pilastras são em mármore rosa do Languedoc. Ao fundo do pátio fica uma galeria que liga os edifícios do Norte e do Sul, a qual foi construída por vontade de Luís XIV. Não necessita de um peristilo pois não rodeia completamente o pátio. Esta galeria foi desenhada por Robert de Cotte. O Cour des Ofices (Pátio dos Ofícios) situa-se atrás da ala do Sul. Por fim, uma ala perpendicular ao edifício do Norte é apelidada de Trianon-sous-Bois (Trianon sob os bosques). Os jardins são simples e estão ornados, entre outros, por um buffet de água desenhado por Mansart em 1703.

## Local de estadia

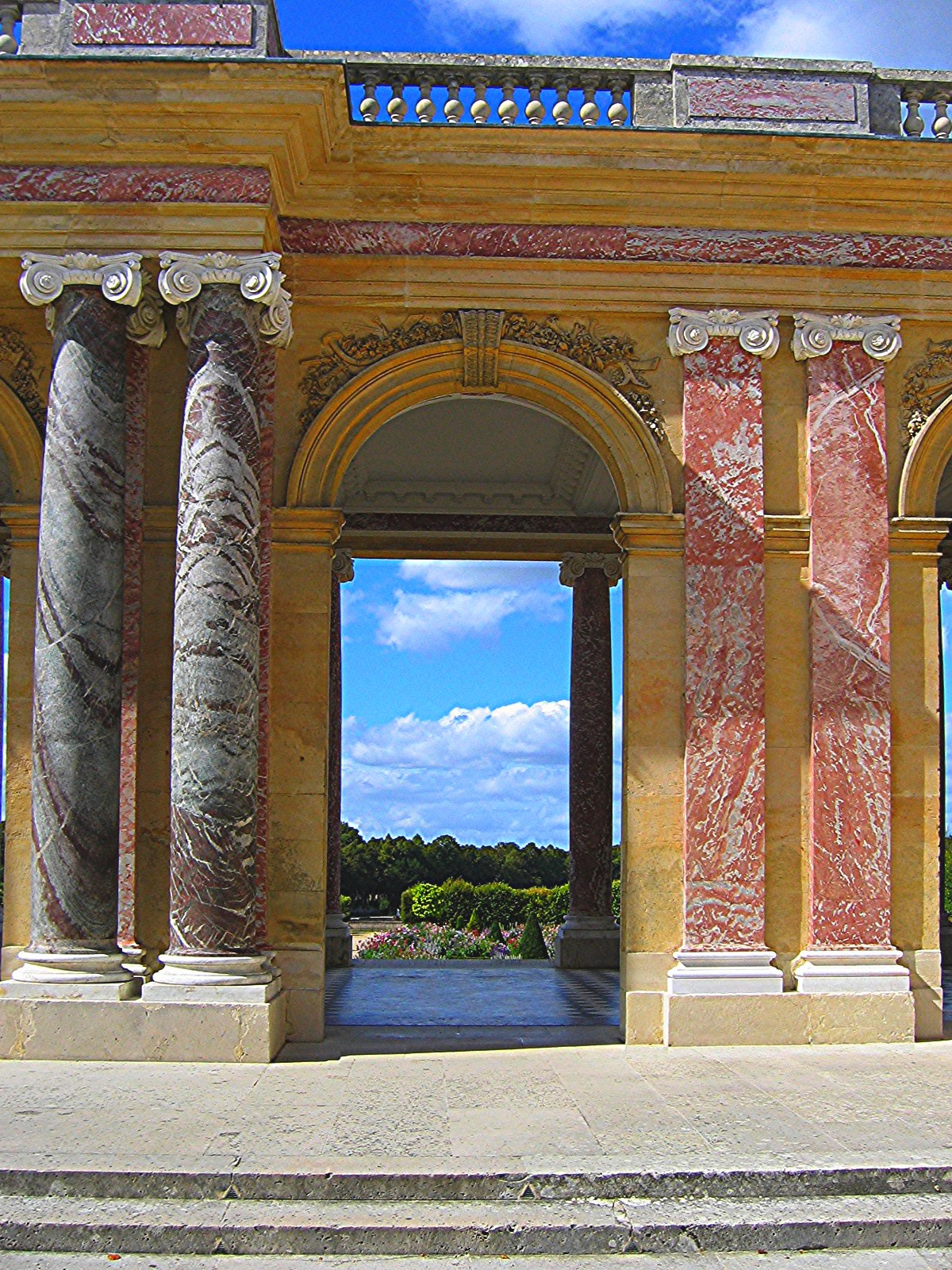
Galeria do Grand Trianon

O Grand Trianon serviu, ao longo dos séculos, de local de estadia por períodos mais ou menos longos, a várias personalidades históricas, das quais se destacam:
- 1690-1703: Luís XIV
- 1703-1711: Luís, o grande delfim de França, filho de Luís XIV
- 1717: Pedro I da Rússia, Imperador da Rússia
- 1740: Maria Leszczynska, esposa de Luís XV
- 1810-1814: Maria Luisa de Áustria, esposa de Napoleão Bonaparte
- 1830-1848: a Rainha Maria Amélia de Bourbon-Nápoles, esposa de Luís Filipe

## Ligação externa
- Insecula le Grand Trianon